# Đồng Quế
Đồng Quế là một xã thuộc huyện Sông Lô, tỉnh Vĩnh Phúc, Việt Nam.
Xã Đồng Quế có diện tích 13,53 km², dân số năm 1999 là 4253 người, mật độ dân số đạt 314 người/km².
dân số năm 2013 là 4720 người.

## Địa lý
Xã Đồng Quế nằm phía Tây Bắc của huyện Sông Lô, có tọa độ từ 21027'24''B tới 105024'43''Đ 
- Phía nam: Giáp xã Nhạo Sơn và TT Tam Sơn
- Phía Đông và Đông Bắc: Giáp xã Vân Trục
- Phía Bắc: Giáp xã Lãng Công
- Phía Tây: Giáp xã Nhân Đạo và Phương Khoan

## Hành chính
Xã Đồng Quế có 7 thôn dân cư:
1. Thôn Đoàn Kết
2. Thôn Đồng Văn
3. Thôn Đồng Mùi
4. Thôn Quế Nham
5. Thôn Quế Trạo A
6. Thôn Quế Trạo B
7. Thôn Thanh Tú

## Lịch sử
Trước cách mạng tháng Tám, Đồng Quế ngày nay thuộc địa phận hai làng Đồng Văn và Lưỡng Quế đều thuộc tổng Đạo Kỷ. Cách mạng tháng 8/1945 thành công nước Việt Nam Dân chủ Cộng hòa ra đời, theo chủ chương của Chính phủ, hình thành cấp xã nhỏ hơn cấp tổng nhưng lớn hơn làng trước đây. Nhiều xã mới ra đời, xã Đồng Quế ra đời trên cơ sở hai lang Đồng Văn và Lưỡng Quế. Địa danh Đồng Quế ổn định cho đến ngày nay.
Trong các thời kỳ chiến tranh bảo vệ Tổ Quốc, vượt lên khó khăn của một miền quê nghèo, Đảng bộ và nhân dân xã Đồng Quế đã đoàn kết một lòng, đóng góp sức người sức của vào thắng lợi chung của dân tộc, lớp lớp thanh niên Đồng Quế đã lên đường làm nhiệm vụ bảo vệ Tổ quốc, hàng trăm lượt người tham gia thanh niên xung phong, dân công phục vụ các chiến trường, cùng nhiều tấn lương thực, thực phẩm được gửi ra chiến trường phục vụ các chiến dịch. Trong thắng lợi huy hoàng của dân tộc, 67 người con của Đồng Quế là Liệt sĩ, 32 người trở thành thương binh và bênh binh. Đảng, Quốc hội và Chính phủ đã phong tặng Đảng bộ và nhân dân Đồng Quế nhiều phần thưởng cao quý: Có 1 Bà mẹ Việt nam anh hùng, hàng trăm Huân chương, Huy chương, Bằng khen, Giấy khen....
Đất nước thống nhất, Đảng bộ và nhân dân Đồng Quế bắt tay vào thực hiện nhiệm vụ cách mạng mới: Xây dựng chủ nghĩa xã hội và bảo vệ Tổ quốc Việt Nam xã hội chủ nghĩa. Dưới ánh sáng của đường lối Đảng bộ và nhân dân Đồng Quế đã gặt hái được những thắng lợi to lớn trên các lĩnh vực chính trị, kinh tế, văn hóa - xã hội. Mặc rù còn nhiều khó khăn, nhưng Đồng Quế đang cùng nhân dân cả nước vững bước tiến vào thế kỷ mới.

## Khí hậu
Nhiệt độ trung hàng năm là 24°, ở độ cao 1.000 m so với mực nước biển có nhiệt độ trung bình năm là 18,4 °C. T
- Lượng mưa trung bình hàng năm đạt 1.400 mm đến 1.600 mm.

Lượng mưa phân bố không đều trong năm, tập trung chủ yếu từ tháng 5 đến tháng 10, chiếm 80% tổng lượng mưa cả năm. Mùa khô từ tháng 11 đến tháng 4 năm sau chỉ chiếm 20% tổng lượng mưa trong năm.
- Số giờ nắng: Tổng số giờ nắng bình quân trong năm là 1.400 đến 1.800 giờ, trong đó, tháng có nhiều giờ nắng trong năm nhất là tháng 6 và tháng 7, tháng có ít giờ nắng trong năm ít nhất là tháng 3.
- Chế độ gió: Trong năm có hai loại gió chính: Gió đông nam thổi từ tháng 4 đến tháng 9; gió đông bắc: thổi từ tháng 10 đến tháng 3 năm sau
- Độ ẩm không khí: Độ ẩm bình quân cả năm là 83%. Nhìn chung độ ẩm không có sự chênh lệch nhiều qua các tháng trong năm.

Lượng bốc hơi: Bốc hơi bình quân trong năm là 1.040 mm, lượng bốc hơi bình quân trong 1 tháng từ tháng 4 đến tháng 9 là 107,58 mm, từ tháng 10 đến tháng 3 năm sau là 71,72 mm.

## Kinh tế
Đồng Quế là một xã thuần nông đang chuyển đổi cơ cấu.
Tổng giá trị thu nhập năm 2013 của xã đạt hơn 80 tỷ đồng, trong đó giá trị thu nhập về chăn nuôi và trồng trọt đạt gần 36 tỷ đồng, lâm nghiệp đạt trên 6 tỷ đồng, tiểu thủ công nghiệp và dịch vụ hơn 38 tỷ đồng, thu nhập bình quân đầu người đạt trên 22 triệu đồng.
Lao động trong độ tuổi là 2570 người tương đương 54,4%. Cơ cấu lao động trong âm, thủy sản chiếm 81,6%, tiểu thủ công nghiệp chiếm 7,5%, thương mại - dịch vụ 10,9%.

#### Về Nông nghiệp

##### Trồng trọt
- Diện tích trồng lúa: 167,91 ha
- Diện tích trồng rau màu: 26,79 ha
- Giá trị ngành trồng trọt ước đạt: 8,996 tỷ đồng

##### Chăn nuôi
- Tổng đàn trâu, bò: 1.111 con trong đó (Trâu 299 con, Bò 812 con).
- Đàn Lợn: 4.670 con
- Gia cầm 32.500 con
- Ong Mật: 750 đàn
- Diện tích nuôi thả cá: 19,7 ha

Giá trị ngành chăn nuôi đạt: 26,355 tỷ

#### Về Lâm nghiệp
Chăm sóc, bảo vệ 611,7 ha rừng, thiết kế cho khai thác gỗ 413 m3 
Thu nhập kinh tế vườn đồi đạt: 6,6 tỷ đồng
Xã không có làng nghề truyền thống.

##### Tiểu thủ công nghiệp
Sản xuất TTCN nghiệp của xã phát triểm chậm, chủ yếu là một số hộ sản xuất chế biến lương thực, phục vụ nhu cầu trong xã với hình thức nhỏ lẻ.
Thu từ TTCN ước đạt: 20,848 tỷ đồng.

## Y tế
Trạm y tế xã đã được công nhận đạt chuẩn quốc gia về y tế theo Quyết định sô: 434/QĐ-CT của Chủ tịch UBND tỉnh Vĩnh Phúc ngày 07/02/2007.
Hàng năm tiến hành khám, chữa bệnh cho 4.230 lượt người. Tỷ lệ người dân tham gia các hình thức BHYT năm 2011 là 1.418 người, đến tháng 10 năm 2013 số người tham gia BHYT là 3.338 người đạt 71,46%.

## Giáo dục
UBND xã rất trú trọng xây dựng cơ sở vật chất cho các nhà trường đảm bảo việc dạy và học, trong những năm gần đây chất lượng giáo dục của xã Đồng Quế ngày càng nâng lên, và đạt được nhiều kết quả cao:
- Trường Mầm non đạt tập thể lao động tiên tiến cấp huyện
- Trường Tiểu học: năm 2013 có 12 học sinh giỏi cấp tỉnh, 45 học sinh giỏi cấp huyện. Học sinh giỏi mũi nhọn xếp 8/19 trường toàn huyện, trường đạt tiên tiến lao động xuất sắc cấp tỉnh.
- Trường THCS: năm 2013 có 06 học sinh giỏi cấp tỉnh, 33 học sinh giỏi cấp huyện. Trường đạt tập thể lao động tiên tiến.

## Văn hóa - Xã hội
Thiên nhiên ưu đãi cho Đồng Quế nhiều cảnh quan và danh thắng kỳ thú như khu Thiền viện Trúc lâm Tuệ Đức đang được xây dựng và quy hoạch xây dựng khu du lịch sinh thái Thác Bay - Hang Đề Thám - Hồ Bò Lạc, đây là những thuận lợi cho phát triển du lịch sinh thái và tâm linh của tỉnh, huyện và xã.